# Un Verano Sin Ti
Un Verano Sin Ti é o quarto álbum de estúdio do rapper e cantor porto-riquenho Bad Bunny. Foi lançado em 6 de maio de 2022 pela Rimas Entertainment após o lançamento de seu disco anterior, El Último Tour Del Mundo. Composto por vinte e três faixas, o álbum é um disco reggaeton, cumbia e indie pop, possui participações especiais dos artistas Chencho Corleone, Jhay Cortez, Tony Dize, Rauw Alejandro, Bomba Estéreo, the Marías e Buscabulla. Un Verano Sin Ti tornou-se o primeiro álbum de um artista latino a atingir 10 bilhões de streams no aplicativo Spotify, é também o álbum mais ouvido da plataforma com 15,8 bilhões de reproduções.
Com o sucesso de crítica e comercial, o álbum estreou no topo da parada americana Billboard 200, marcando a segundo numero um de um álbum de Bad Bunny e segunda vez que um álbum em espanhol estreou na primeira posição. Ele passou trezes semanas no topo e liderou a Billboard 200 Year-End Chart como o álbum de melhor desempenho do ano. Foi vencedor na categoria Melhor Álbum de Música Urbana na 23ª cerimônia anual do Latin Grammy Awards e indicado na categoria Álbum do Ano na 65ª cerimônia anual do Grammy Awards, tornando-se o primeiro álbum em espanhol indicado nessa categoria na história da premiação.

## Composição
Un Verano Sin Ti é um álbum de reggaeton, cumbia e indie pop, impulsionado por estilos musicais vindos do Caribe, como reggae, bomba, dembow, mambo e bachata. O álbum também contém elementos de dancehall, dance-pop e techno.

## Lista de faixas
Todas as canções foram compostas por Benito Martínez, exceto quando indicado.
| Faixas da edição padrão |                                          |                                     |                                                |         |  |
| N.º                     | Título                                   | Compositor(es)                      | Produzido por                                  | Duração |  |
| 1.                      | "Moscow Mule"                            |                                     | MAG La Paciencia Mick Scott                    | 4:05    |  |
| 2.                      | "Después de la Playa"                    |                                     | MAG La Paciencia Elikai Dahian el Apechao      | 3:50    |  |
| 3.                      | "Me Porto Bonito (com Chencho Corleone)" | Martínez Orlando Valle              | MAG Subelo NEO La Paciencia Lennex             | 2:58    |  |
| 4.                      | "Tití Me Perguntó"                       |                                     | MAG La Paciencia                               | 4:03    |  |
| 5.                      | "Un Ratito"                              |                                     | Tainy La Paciencia De La Cruz                  | 2:56    |  |
| 6.                      | "Yo No Soy Celoso"                       |                                     | MAG La Paciencia Richie                        | 3:50    |  |
| 7.                      | "Tarot (com Jhay Cortez)"                | Martínez Jesús Nieves               | MAG La Paciencia Albert Hype Jota Rosa         | 3:57    |  |
| 8.                      | "Neverita"                               |                                     | MAG La Paciencia Cheo Legendary                | 2:53    |  |
| 9.                      | "La Corriente (com Tony Dize)"           | Martínez Antonio Feliciano          | Demy & Clipz Subelo NEO MAG Tainy La Paciencia | 3:18    |  |
| 10.                     | "Effecto"                                |                                     | MAG La Paciencia Bass Charity                  | 3:33    |  |
| 11.                     | "Party (com Rauw Alejandro)"             | Martinez Raúl Ocasio                | Tainy La Paciencia Jota Rosa Albert Hype Richi | 3:47    |  |
| 12.                     | "Aguacero"                               |                                     | MAG La Paciencia Bird                          | 3:30    |  |
| 13.                     | "Enséname a Bailar"                      |                                     | MAG La Paciencia                               | 2:56    |  |
| 14.                     | "Ojitos Lindos (com Bomba Estéreo)"      | Martínez Liliana Saumet Simon Mejía | MAG La Paciencia Mvsis                         | 4:18    |  |
| 15.                     | "Dos Mil 16"                             |                                     | MAG La Paciencia MXV C-Gutta Hyde Miyabi       | 3:28    |  |
| 16.                     | "El Apagón"                              |                                     | MAG La Paciencia                               | 3:21    |  |
| 17.                     | "Otro Atardecer (com the Marías)"        | Martínez María Zardoya Josh Conway  | MAG La Paciencia Zulia                         | 4:04    |  |
| 18.                     | "Un Coco"                                |                                     | MAG La Paciencia Magicenelbeat                 | 3:16    |  |
| 19.                     | "Andrea (com Buscabulla)"                |                                     | MAG Mick Scott                                 | 5:39    |  |
| 20.                     | "Me Fui de Vacaciones"                   |                                     | Tainy La Paciencia Richi                       | 3:00    |  |
| 21.                     | "Un Verano Sin Ti"                       |                                     | La Paciencia Mora Haze                         | 2:28    |  |
| 22.                     | "Agosto"                                 |                                     | MAG La Paciencia Hassi                         | 2:19    |  |
| 23.                     | "Callaíta"                               |                                     | Tainy                                          | 4:10    |  |
| Duração total:          | Duração total:                           | Duração total:                      | Duração total:                                 | 81:53   |  |

## Recepção crítica
Un Verano Sin Ti recebeu aclamação da crítica especializada. No agregador Metacritic, o álbum recebeu uma pontuação média de 86 com base em seis críticas, indicando "aclamação universal".
David Crone, do site AllMusic, escreveu: "Un Verano Un Ti não é apenas uma declaração sazonal mas um testemunho da composição singular de Benito - entre gêneros, gerações e até mesmo linguagens, ele trabalha para produzir marcos duradouros que traçam alegrias, tristezas e paixões universais." Lucas Villa da Consequence elogiou a versatilidade musical do álbum, destacando que "O lado B do álbum é a parte mais aventureira [...] Bad Bunny consegue trazer um sabor para a música pop enquanto percorre pelo Caribe." Jennifer Mota, da Pitchfork, escreveu que o álbum é uma "viagem coesamente embalada que navega pelo variados sons da região caribenha — reggaetón, reggae, bomba, dembow dominicano, mambo dominicano e bachata, entre outros.

## Recepção comercial
Un Verano Sin Ti estreou no número um na Billboard 200 dos EUA com 274 mil unidades equivalentes a álbuns. É o segundo álbum número um do Bad Bunny e o segundo álbum em espanhol a chegar ao topo da Billboard 200. O álbum também alcançou a maior semana de streaming para um álbum latino de todos os tempos, acumulando 356,66 milhões de streams oficiais nos Estados Unidos, o maior número para qualquer álbum desde Certified Lover Boy (2021) de Drake, e foi o álbum mais escutado no Spotify em 2022 até aquele momento. Ele passou 13 semanas não consecutivas no topo da parada, tornando-se o álbum com mais semanas no número 1 em 2022 e o nono álbum em geral a passar mais de 10 semanas no topo da parada desde 2000. Un Verano Sin Ti é também o primeiro álbum a passar seus primeiros seis meses na parada entre os dois primeiros, desde que a Billboard 200 começou a ser publicada em 1956. Ele liderou a Billboard 200 Year-End Chart de 2022, o primeiro álbum totalmente espanhol a conseguir esse feito. Além disso, também ficou em 1º lugar nas paradas Independent Albums, Top Latin Albums e Latin Rhythm Albums.
A Luminate reportou que 3,398 milhões de unidades equivalentes de álbuns em 2022, incluindo 70.000 vendas físicas (CDs) e download digital. O álbum vendeu mais de 2 milhões de cópias até janeiro de 2023.
De acordo com dados da revista Hits, Un Verano Sin Ti vendeu 2.3 milhões de unidades até setembro de 2022, tornando-se o segundo álbum em língua não inglesa mais vendido na história dos EUA, atrás de Canciones de Mi Padre, de Linda Ronstadt, com 2.5 milhões de unidades.